# Zbrodnia w Henrykowie
Zbrodnia w Henrykowie – zbrodnia wojenna popełniona przez żołnierzy niemieckiego Wehrmachtu 18 września 1939 roku, w czasie II wojny światowej, we wsi Henryków na Mazowszu. Tego dnia, w odwecie za straty poniesione w walce z Wojskiem Polskim, żołnierze dolnosaksońskiej 19 DP spalili żywcem lub zastrzelili od 73 do 88 osób – uchodźców z zachodniej Polski, mieszkańców Henrykowa i okolicznych wsi oraz jeńców wojennych. 

## Przebieg wydarzeń
17 września 1939 roku, w końcowej fazie bitwy nad Bzurą, polski 55 pp z 14 DP zajął stanowiska w rejonie wsi Giżyczki, Piotrów i Henryków. Drogi prowadzące do Warszawy były w tym czasie wypełnione masami uchodźców z zachodniej Polski. W dniach 17–18 września polskie jednostki, silnie atakowane przez Luftwaffe, podejmowały próby przerwania niemieckiego kordonu i przebicia się do Puszczy Kampinoskiej.
Według naocznych świadków, przed południem 18 września do Henrykowa wkroczył oddział Wehrmachtu. Niemcy, niespodziewający się oporu i nieubezpieczeni, mieli natknąć się na grupę polskich żołnierzy (przypuszczalnie z 55 pp), którzy wycofywali się w kierunku Bud Iłowskich. Polacy z ukrytych pozycji obłożyli Niemców ogniem broni maszynowej, zadając im duże straty. W obawie przed niemieckim odwetem część mieszkańców Henrykowa zbiegła wtedy ze wsi.
Inne źródła podają, że dokonana tego dnia zbrodnia była odwetem za rozbicie niemieckiego oddziału rozpoznawczego przez polski 70 pp.
Jeszcze tego samego popołudnia w Henrykowie i okolicznych wsiach żołnierze Wehrmachtu zatrzymali około 80 cywilów. Byli to głównie mężczyźni, aczkolwiek według niektórych świadków wśród zatrzymanych byli także 14-letni chłopcy, a nawet kobiety z dziećmi. Ponadto w grupie tej miało się znajdować dwóch wziętych do niewoli żołnierzy Wojska Polskiego. Więźniów zabrano do Henrykowa, gdzie zamknięto ich w oborze należącej do Władysława Ryfa. Tych, dla których nie starczyło miejsca, uwięziono w sąsiednim budynku. Między godziną 17:00 a 18:00 niemieccy żołnierze otoczyli kordonem oba budynki, po czym podłożyli ogień. Do ofiar, które usiłowały uciec przed płomieniami, strzelano. Ocalał jedynie Edward Orliński ze Starych Bud, który zdołał uciec na krótko przed rozpoczęciem masakry.
Trzy dni później, na polecenie miejscowego sołtysa, mężczyźni z Henrykowa zebrali szczątki ofiar i pogrzebali je w zbiorowej mogile, którą wykopano nieopodal miejsca zbrodni.

## Ofiary i sprawcy
W 1952 roku dokonano ekshumacji zbiorowej mogiły w Henrykowie. Miały wtedy zostać odnalezione szczątki 84 ofiar. Udało się ustalić nazwiska nie więcej, jak dziewięciu.
Inne źródła podają, że w Henrykowie zamordowano 73, 76 lub 88 osób. Wśród ofiar mieli się znajdować przede wszystkim uchodźcy z zachodniej Polski – w tym kobiety i dzieci – a także osoby spośród miejscowej ludności i jeńcy wojenni. Ponadto Niemcy spalili we wsi 12 gospodarstw. 
Muzeum Ziemi Sochaczewskiej i Pola Bitwy nad Bzurą podaje, że sprawcami zbrodni byli żołnierze dolnosaksońskiej 19 DP, którzy zemścili się w ten sposób za rozbicie przez polski 70 pp należącego do niej oddziału rozpoznawczego.

## Upamiętnienie
Po ekshumacji masowej mogiły w 1952 roku, odnalezione szczątki ofiar pochowano na cmentarzu w Trojanowie (ob. część Sochaczewa).
Przez długi czas jedynym upamiętnieniem zbrodni był drewniany krzyż, postawiony w miejscu, w którym znajdowała się masowa mogiła.
2 października 2016 roku w Henrykowie odsłonięto pomnik ku czci ofiar masakry, ufundowany przez gminę Iłów.